# Kamp Marmal
Kamp Marmal (CM) je najveći kamp njemačkog Bundeswehra izvan Njemačke, gdje je bila smještena i Hrvatska vojska. Nalazi se blizu grada Mazar-e Šarifa. Gradnja je počela 2005. godine na parceli od 2000 m x 1000 m. Unutar kampa marmal je i norveški kamp Nidaros.
U kampu je svoj ugovor služilo je oko 5500 vojnika, od toga 2800 Nijemaca. Ostatak vojnika su većinom bili Amerikanci, Norvežani ili pripadnici drugih 16 nacija. U rujnu 2020. godine službeno je obilježen završetak sudjelovanja 12. hrvatskog kontingenta u NATO misiji potpore miru Resolute Support, nakon čega u misiji nije ostalo hrvatskih vojnika.

## Vanjske poveznice
- ISAF-stranica njemačke vojske  Arhivirana inačica izvorne stranice od 25. prosinca 2008. (Wayback Machine)